# ジョージ・ウェザリル
ジョージ・ウェザリル（George Wetherill、1925年8月12日 - 2006年7月19日）は、アメリカ合衆国の地球物理学者である。
第二次世界大戦に従軍した学生に対する復員助成金によって、シカゴ大学に学び博士号を得た。その後カーネギー研究所の地磁気研究所のスタッフとなった。放射性元素の崩壊を利用して、岩石の年代測定法を研究するグループに参加した。アルゴンの組成や放射性のストロンチウムと鉛の組成比から年代を計測する研究をおこなった。ウラニウムと鉛の同位体比から年代を精度よく求める方法を開発し、岩石の年齢や変成の履歴を推定し､地球の歴史を知る技術の基礎を築いた。さらにカリウムとルビジウムの組成比を用いる年代測定法を開発したグループにも参加した。
1960年にカーネギー地磁気研究所を退職し、カリフォルニア大学ロサンゼルス校の地球物理学、地質学の教授となり、地球外の物質の年代測定に研究分野をひろげ、隕石や月の石の年代測定を行った。同時期に太陽系の形成理論に取組み小惑星帯の天体間の衝突と、惑星とそれらの小天体の摂動とを研究した。ウェザリルの計算によって、種の絶滅をまねいた天体衝突を引き起こした天体などが、地球に接近する軌道に送り込まれるメカニズムが示された。また他の科学者とともに、いくつかの隕石が火星起源であることを示した。
1975年にふたたびカーネギー地磁気研究所に戻り、所長を務め、1991年までその職にあった。太陽系の起源に関する研究を続け、ヴィクトル・サフロノフの『微惑星説』を研究し、微惑星の軌道の進化と集積を計算する方法を開発した。この技術は内惑星の起源の解明のほか、月の形成に関するジャイアント・インパクト説や水星のコアの生成理論の基礎を与えた。
多くの学会の活動に貢献し、1984年にアメリカ地質学会からギルバート賞を受賞し、1986年にアメリカ天文学会からG.P.カイパー賞を受賞し、1997年には、アメリカ国家科学賞を受賞した。
小惑星(2128) Wetherill に命名された。